# Clara Gabrilowitsch
Clara Gabrilowitsch   (Elmira, 8 de juny de 1874 - San Diego, 19 de novembre de 1962) (nascuda Clara Clemens) va ser una cantant de concerts de contralto.
Era filla de l'escriptor Samuel Clemens, més conegut pel pseudònim de Mark Twain.
Com a única filla supervivent del seu pare, va gestionar la finca i va vetllar per l'herència després de la mort de l'escriptor. Es va casar dues vegades, primer amb el músic Ossip Gabrilowitsch, i després de la mort d'aquest, amb Jacques Samossoud. Va escriure les biografies de Gabrilowitsch i del seu pare. Al final de la seva vida, va esdevenir seguidora del moviment científic cristià.
Clara era la segona de les tres filles nascudes de Samuel Clemens i la seva esposa Olivia Langdon Clemens a Elmira, Nova York. La seva germana més gran, Susy, va morir quan Clara tenia vint-i-dos anys. El seu únic germà va morir abans que ella nasquès. També tenia una germana més petita, Jean. En una caiguda de trineu, Clara va resultar greument ferida a la cama al colpejar un gran arbre, que gairebé la va portar a l'amputació.
Clara passà el període entre setembre de 1897 i maig de 1899 a Viena amb els seus pares, on cultivava la seva veu per ser cantant. La seva veu es caracteritzava per ser molt suau i atractiva. També va estudiar piano el 1899 amb Teodor Leszetycki (alumne de Carl Czerny). Al desembre de 1900, va ser convidada per la gent de Hartford per actuar en un gran concert de l'Orquestra Simfònica de Boston. Continuà estudiant durant diversos anys amb mestres a Europa, abans de debutar professionalment a Florència. Va debutar com a contralto als Estats Units a un gimnàs de Norfolk (Connecticut) la tarda del 22 de setembre de 1906, assistida per la violinista Marie Nichols. Clara Clemens va utilitzar els ingressos del concert per a la compra d'una finestra commemorativa per la seva mare a l'Església de la Transfiguració de Norfolk.
Charles Edmund "Will" Wark (1876-1954) era un pianista clàssic de Cobourg, Ontario, Canadà, i es va convertir en el seu acompanyant al piano des de l'hivern de 1906 fins a finals de 1908. Clemens i Nichols també van continuar tocant juntes, sobretot en una sèrie de concerts a Londres i París el 1908. El 30 de maig, Clara Clemens va fer el seu debut a Londres en un concert benèfic en què va recaptar fons perquè noies americanes poguessin assistir a les universitats d'Oxford i Cambridge.

## Accident i el matrimoni
A les deu del vespre del 20 de desembre de 1908 a Danbury, Clemens va fer un passeig en trineu amb el pianista rus Ossip Gabrilowitsch, que s'allotjava a casa del seu pare, a la seva residència "Innocence at Home" a Redding (Connecticut). Mentre passaven per Redding Glen, el cavall es va espantar i va bolcar, fent que Gabrilowitsch perdés el control. El trineu es va bolcar a la part superior d'un turó prop d'una desnivell de 15 m, llançant Clemens fora. Gabrilowitsch va salvar a Clara i al cavall de caure, torçant-se un turmell en els seus esforços. Va tornar Clemens a casa il·lesa, tret del xoc de l'accident. El biògraf de Twain, Michael Shelden, posa en dubte la veracitat d'aquesta aventura èpica i proporciona una possible motivació per a l'ús de la història a la premsa. És a dir, per calmar els rumors de que Clara tenia una relació amb el seu ex entrenador, Charles E. Wark, un home casat.
Clixé pres a les noces de Clara Clemens i Ossip Gabrilowitsch. D'esquerra a dreta: Samuel Clemens, Jervis Langdon, John Clemens, Ossip Gabrilowitsch, Clara Clemens i el reverend Joseph Twichell.Theodor Leschetizky estava entrenant Gabrilowitsch a Viena el 1899, i el va presentar a Clemens. El 6 d'octubre de 1909, Clara es va casar amb Gabrilowitsch a la sala de recepció de Stormfield, la casa de Clemens, sota la presidència del reverend Joseph H. Twitchell, que era un gran amic del seu pare, que afirmà que el compromís no era nou, i que havia estat "fet i dissolt dues vegades fa sis anys". També va dir que el casament era sobtat, ja que Gabrilowitsch acabava de recuperar-se de la cirurgia durant l'estiu i la parella estava a punt d'anar a la seva nova casa a Berlín, on començarien la seva temporada europea.
Samuel Clemens va morir el 21 d'abril de 1910, deixant les seves propietats a parts iguals entre les seves filles supervivents en un testament datat el 17 d'agost de 1909.
La seva germana, Jean Clemens, va ofegar-se a la seva banyera el 24 de desembre de 1909, després d'una crisi d'epilèpsia. El 21 d'abril de 1910, el seu pare va morir deixant-li com herència uns pagaments trimestrals d'interessos, el que li permetria "estar lliure de qualsevol control o interferència que poguès tenir de qualsevol marit". El 9 de juliol, va anunciar la seva intenció de fer una donació de la totalitat de la biblioteca del seu pare de prop de 2.500 llibres a la Biblioteca Mark Twain. El 19 d'agost de 1910 neix la seva única filla, Nina, a Stormfield (Connecticut). Nina Gabrilowitsch (1910-1966) va ser l'últim descendent de Mark Twain, i va morir el 16 de gener de 1966 en un hotel de Los Angeles. Havia estat una gran consumidora d'alcohol i tubs de pastilles i ampolles d'alcohol van ser trobats a la seva habitació.

## Carrera
El 23 d'abril de 1926, va interpretar el paper principal en una posada en escena de Joana d'Arc escrita pel seu pare al Broadway Theatre Walter Hampden. Però aquesta adaptació i els seus espectacles no són gaire ben rebuts per la crítica. L'obra es produeix de nou a partir del 12 d'abril de 1927 al Teatre Edyth Totten, per a una sèrie de sessions matinals i de tarda.
Gabrilowitsch va ser nomenat cap de l'Orquestra Simfònica de Detroit el 1918, fins al 1935, quan va emmalaltir. Va entrar al Hospital Henry Ford el 25 de març de 1935, on va romandre fins al 28 de setembre de 1935, quan va anar a casa seva a seguir una llarga convalescència. Va morir a casa el 14 de setembre de 1936, als 58 anys.
L'11 de maig de 1944, Clara i Jacques Samossoud, director nascut a Rússia, 20 anys més jove, es casen a la seva casa de Hollywood. Clara va morir als vuitanta-vuit anys a San Diego, Califòrnia.
Clara va explorar les religions orientals durant uns anys i finalment es va dirigir al moviment de la ciència cristiana. Es qüestiona la serietat del seu compromís, tot i que va escriure un llibre sobre el tema: "Desperta per un dia perfecte", publicat a Nova York per Citadel Press el 1956. Després d'haver-se oposat el 1939 a la publicació de "Cartes des de la Terra" (Letters from the Earth) del seu pare, poc abans de la seva mort va canviar d'opinió, permetent la seva publicació el 1962. També publicà una biografia del seu pare, "El meu pare, Mark Twain" el 1931, i el seu primer marit, "El meu marit: Gabrilowitsch" el 1938.